# Фердинанд Хартман фон Зикинген-Хоенбург
Фердинанд Хартман фон Зикинген-Хоенбург (на немски: Ferdinand Hartmann Freiherr von Sickingen-Hohenburg; * 1 януари 1673 във Фрайбург; † 29 август 1743 във Фрайбург в Брайзгау) е благородник от стария благороднически род фон Зикинген от Крайхгау в Баден-Вюртемберг, фрайхер на Зикинген-Хоенбург и императорски щатхалтер на Фрайбург.
Той е син на фрайхер Франц Фердинанд фон Зикинген-Хоенбург (1638 – 1687) и съпругата му фрайин Мария Франциска Кемерер фон Вормс-Далберг (1648 – 1697), дъщеря на Волфганг Хартман Кемерер фон Вормс-Далберг († 1654) и Мария Ехтер фон Меспелбрун (1621 – 1663). Внук е на фрайхер Франц Фридрих фон Зикинген-Хоенбург (1606 – 1659) и Мария Естер фон Ощайн († 1690).
Той има 11 братя и сестри. Брат му Казимир Антон фон Зикинген (1684 – 1750) е епископ на Констанц (1743 – 1750). Заедно с братята му Казимир Антон фон Зикинген (1684 – 1750), духовниците Фридрих Йохан Георг фон Зикинген (1668 – 1719) и Франц Петер фон Зикинген (1669 – 1736) той дарява на катедралата на Вюрцбург една бронзова епитафия.
Внуците му имп. кемерер Казимир Фердинанд фон Хоенберг и фрайхер Фердинанд Адам фон Зикинген-Хоенбург и Йохан Непомук фон Зикинген-Хоенбург (1745 – 1795) са издигнати на 19 февруари 1790 г. на имперски графове.

## Фамилия
Фердинанд Хартман фон Зикинген-Хоенбург се жени на 27 септември 1697 г. за Мария Елизабет Сидония Маршал фон Папенхайм (* 17 септември 1680; † 20 април 1734, Фрайбург), дъщеря на Марквард Йохан Вилхелм Маршал фон Папенхайм (1652 – 1686) и Мария Розина Констанция Шенк фон Щауфенберг († 1683). Те имат децата:
- Мария Анна София Каролина фон Зикинген-Хоенбург (* 24 октомври 1698, Фрайбург; † 6 март 1769, Аугсбург), омъжена за фрайхер Франц Марквард Антон фон Хорнщайн-Гьофинген (* 12 ноември 1683, Гьофинген; † 20 декември 1740, Цурсмарсхаузен до Аугсбург)
- Мария Анна Августа Антония Еуфемия Еуфрозина фон Зикинген-Хоенбург (* 3 март 1706, Ебнет; † 3/27 октомври 1774, Фрайбург), омъжена на 27 юни 1724 г. в Ебнет/Фрайбург за граф Антон Хайнрих Фридрих фон Щадион (* 5 април 1691, Вюрцбург; † 26 октомври 1768, Вартхаузен)
- Йохан Фердинанд Себастиан Майнрад фон Зикинген-Хоенбург (* 21 януари 1715, Ебнет; † 23 ноември 1772), фрайхер, женен за фрайин Мария Анна София фон Грайфенклау-Фолратс (* 15 април 1722, Фридберг, Хесен; † октомври 1758, Ебнет); имат син:
  - граф Йохан Непомук фон Зикинген-Хоенбург (1745 – 1795)